# Nasty (singel Pixie Lott)
"Nasty" to piosenka R&B stworzona na trzeci album studyjny brytyjskiej piosenkarki Pixie Lott zatytułowany, po prostu, Pixie Lott (2014). Wyprodukowany przez Jacka Splasha, utwór wydany został jako inauguracyjny singel promujący krążek dnia 7 marca 2014 roku. Nagranie stanowi cover nieopublikowanej kompozycji Christiny Aguilery, stworzonej na potrzeby filmu muzycznego Burleska z 2010.

## Informacje o utworze
Piosenkę nagrywano na przestrzeni 2013 roku w pracowni Venice House Studios. Autorami kompozycji lub zawartych w niej sampli są Claude Kelly, Cee Lo Green, James Brown, Jack Splash, Billy Nichols, Richard Finch i Harry Casey. Przed Pixie Lott nagrania utworu podjęło się kilku innych artystów, w tym amerykańska wokalistka Christina Aguilera. Jej wersja − zrealizowana jako duet z Cee Lo Greenem − powstała na potrzeby filmu Burleska (2010). Ze względu na kwestie prawne dotyczące zezwolenia na sampling, piosenka nigdy nie została opublikowana w formie studyjnej (demo nagrania wyciekło do Internetu w kwietniu 2011). Lott udało się przejąć prawa do utworu. W styczniu 2014, w wywiadzie udzielonym magazynowi Metro, piosenkarka wyjaśniła: "Kawałek nagrywany był przez paru artystów, a z racji, że jednym z nich była Christina, każdy chciał przejąć utwór. Gdy dowiedziałam się, że inni muzycy nagrywali tę piosenkę, pomyślałam: 'Chcę ją mieć!' Nie było to łatwe, ponieważ na jej kompozycję składa się wiele old-schoolowych sampli − chociażby fragmenty nagrania Jamesa Browna − które ciężko jest zweryfikować."
Claude Kelly odniósł się do piosenki w swoim podcaście z 1 maja 2020 roku i zaprezentował widzom dwie wersje demo: własną oraz nagraną przez Aguilerę.

## Wydanie singla
Wstępne informacje datowały wydanie pierwszego singla z albumu Pixie Lott na październik 2013 roku. 3 grudnia wykonawczyni ujawniła, że inauguracyjnym singlem promującym krążek został utwór "Nasty"; wówczas media wyjaśniły, że piosenka stanowi cover nieopublikowanego nagrania z repertuaru Christiny Aguilery. Premiera "Nasty" nastąpiła 7 marca 2014, kiedy utwór wydano w formacie digital download w Australii, Irlandii i Polsce. Dwa dni później singel opublikowano w sprzedaży cyfrowej na terenie Wielkiej Brytanii. W ciągu tygodnia od wydania w Anglii singel sprzedał się w nakładzie trzydziestu tysięcy ośmiuset dwunastu kopii, przez co w połowie marca 2014 debiutował z miejsca dziewiątego w zestawieniu UK Singles Chart. Nie zdołał uplasować się na wyższej pozycji brytyjskiej listy przebojów. "Nasty" objął też pozycje #8, #42 i #43 notowań w Szkocji, Chorwacji i Irlandii.

## Teledysk
Wideoklip promujący singel miał swoją premierę 14 stycznia 2014 na kanale VEVO Pixie Lott w serwisie YouTube, a 15 stycznia w innych mediach. Przedstawia wokalistkę tańczącą uwodzicielsko w klubie muzycznym i flirtującą z atrakcyjnym młodym mężczyzną. Reżyserem teledysku jest Bryan Barber ("Ain't No Other Man" Christiny Aguilery, "Hey Ya!" zespołu OutKast), autorką scenariusza jest Lott. Klip nagrywano w listopadzie 2013.

## Promocja i wykonania koncertowe
9 stycznia 2014 roku Pixie Lott wykonała utwór "Nasty" podczas imprezy poprzedzającej rozdanie nagród Brit Awards. Koncert relacjonowany był na żywo przez telewizję ITV. 13 marca 2014 wokalistka promowała singel na łamach talk show ITV Loose Women.

## Listy utworów i formaty singla
Digital download
1. "Nasty" − 2:46

iTunes EP
1. "Nasty" – 2:46
2. "When You Were My Man" (Live at The Pool/2013) – 3:53
3. "Wake Me Up" (Live at The Pool/2013) – 2:47
4. "(Your Love Keeps Lifting Me) Higher and Higher" – 3:26

## Pozycje na listach przebojów
| Kraj/region     | Notowanie (2014) | Wydawca | Najwyższa pozycja |
| --------------- | ---------------- | ------- | ----------------- |
| Chorwacja       | Top 100 Singles  | YE      | 42                |
| Irlandia        | Top 50 Singles   | IRMA    | 43                |
| Szkocja         | Top 75 Singles   | OCC     | 8                 |
| Wielka Brytania | UK Singles Chart | OCC     | 9                 |

## Historia wydania
| Region          | Data          | Format           | Wytwórnia             |
| --------------- | ------------- | ---------------- | --------------------- |
| Australia       | 7 marca 2014  | digital download | Universal Music Group |
| Irlandia        | 7 marca 2014  | digital download | Mercury Records       |
| Polska          | 7 marca 2014  | digital download | Mercury Records       |
| Wielka Brytania | 9 marca 2014  | digital download | Mercury Records       |
| Niemcy          | 14 marca 2014 | digital download | Universal Music Group |